# Leichtathletik-Weltmeisterschaften 2022/Teilnehmer (Cayman Islands)
| Gelbes Symbol für Goldmedaillen mit stilisierten Olympischen Ringen | Graues Symbol für Silbermedaillen mit stilisierten Olympischen Ringen | Braundes Symbol für Bronzemedaillen mit stilisierten Olympischen Ringen |
| ------------------------------------------------------------------- | --------------------------------------------------------------------- | ----------------------------------------------------------------------- |
| –                                                                   | –                                                                     | –                                                                       |

Der Leichtathletikverband der Cayman Islands nahm an den Leichtathletik-Weltmeisterschaften 2022 in Eugene mit einem Athleten teil.

## Ergebnisse

### Männer

#### Laufdisziplin
| Athlet        | Disziplin    | Vorlauf | Vorlauf | Halbfinale | Halbfinale | Finale | Finale |
| Athlet        | Disziplin    | Zeit    | Platz   | Zeit       | Platz      | Zeit   | Platz  |
| ------------- | ------------ | ------- | ------- | ---------- | ---------- | ------ | ------ |
| Rasheem Brown | 110 m Hürden | 13,78 s | 31      | DNQ        | DNQ        | –      | –      |